# Consejo Nacional de Transición (Malí)
El Consejo Nacional de Transición de Malí es el órgano legislativo creado para la transición de Malí de 2020 tras el golpe de Estado del 18 de agosto de 2020. Sustituye a la Asamblea Nacional de Malí durante este periodo de transición. Está formado por 121 miembros. El 5 de diciembre de 2020 se celebró la reunión constitutiva del CNT y se eligió como presidente al coronel Malick Diaw miembro del Comité Nacional para la Salvación del Pueblo. Sus miembros tienen estatuto de diputados pero no han sido elegidos sino designados por el nuevo gobierno de transición.

## Antecedentes
El Consejo Nacional de Transición está formado 121 miembros, sustituye a la Asamblea Nacional de Malí formada por 147 escaños elegidos por sufragio universal disuelta el 18 de agosto de 2020 tras el golpe de Estado. El último presidente de la Asamblea Nacional de Malí era Moussa Timbiné que ocupó el puesto del 11 de mayo al 18 de agosto de 2020.
La formación del nuevo órgano legislativo de Malí no está exenta de polémicas. Los partidos políticos consideran que están subrepresentados con apenas 11 puestos frente a 22 puestos para las fuerzas de defensa y de seguridad. El Movimiento del 5 de junio obtuvo, según el decreto publicado el 10 de noviembre, 8 puestos. El principal partido de la oposición, la Unión para la República y la Democracia (URD) reivindicaba un gobierno apolítico. Antes de hacerse público el listado de nombres el 3 de diciembre de 2020 se realizaron aproximaciones a algunas personas que se negaron a participar, entre ellas Clément Dembélé presidente de la Plataforma Contra la Corrupción y el Desempleo (PCC). la Coordinación de los movimientos del Azawad ha denunciado la subrepresentación pero no han llegado a la ruptura. Algunos miembros conocieron su designación tras ver publicado su nombre en la lista oficial.

## Presidencia
En la primera sesión del Consejo Nacional de Transición fue elegido presidente el coronel Malick Diaw, número dos de la junta militar que Malí. De los 118 miembros del CNT con derecho a voto logró 111 votos a favor y 7 abstenciones.

## Miembros
La Lista de miembros del CNT fue establecida a partir del Decreto n°2020-0239/PT-RM del 3 de diciembre de 2020 Entre ellos se encuentran notables tuareg del norte de Malí como Mohamed Ag Intalla, el exdiputado Bajan Ag Hamatou, Abdoul Madjid alias Nasser Ag Mohamed Ansary, Attay Ag Abdallah miembro de la Coalición del Pueblo del Azawad (CPA) y Mohamed Ousmane Ag Mohamedoune Secretario General del CPA, Moussa Ag Acharatoumane del Movimiento Nacional para la Liberación del Azawad, el exministro del Comercio y la Competencia Alhassane Ag Ahmed Moussa,  exdiputados como Assarid Ag Imbarcawane, Marimathia Diarra, Mamadou Diarrassouba, Mamadou Hawa Gassama, Fatoumata conocida como Tenin Simpara, Abdine Koumaré, Diadjè Ba. profesores universitarios como Youssouf Z Coulibaly y Souleymane Dé. También forman parte del CNT exministros como Racky Talla Diarra, Housseini Amion Guindo. Entre los nombres de militares se encuentra Malick Diaw del CNSP (Comité Nacional para la Salvación del Pueblo), el único miembro del CNSP que lideró el golpe de Estado que no había asumido ningún puesto en la transicióno o el teniente coronel Karamoko Niare
En la lista 121 se ha incluido a varios miembros o exmiembros del M5-RFP (Movimiento del 5 de junio - Partido de Fuerzas Patrióticas) que lideró las protestas que derrocaron al régimen del presidente IBK (Ibrahim Boubacar Keïta), como Issa Kaou Djim, Adama Ben Diarra, Nouhoum Sarr o el imán Oumarou Diarra. Raïs Aïxha Wafi política y presidenta del Movimiento de Mujeres CNID, Nana Aicha Cissé activista por los derechos de las mujeres, miembro de la Marcha Mundial de las Mujeres de Malí y coordinadora de la plataforma regional de mujeres del G5 Sahel Saran Keita Diakite presidenta de la oficina en Malí de la Red de mujeres por la paz y la seguridad Djilla Habibatou Nagnouma Traoré poresidenta de la Red de Mujeres líderes de partidos políticos y de la sociedad civil (REJEFPO). También han sido elegidos periodistas como el presidente de la Casa de la Prensa, Dramane Aliou Koné (DAK) y la periodista Ramata Diaouré. Miembros del mundo de la cultura como el rapero Sidi Soumaoro (Ramsés) hijo del conocido músico Idrissa Soumaoro, el cineasta Magma Gabriel Konaté (Ladji, Dou la famille), Salif Keïta o la cantante y activista por los derechos de las mujeres Mariam Koné. También de la judicatura como Hamey Founè Mahalmadane, Badra Aliou Nanacasse, Moctar Mariko presidente de la Asociación Maliense de Derechos Humanos o la jurista Fatoumata Dembélé.

### Listado
| 01 Abdallahi Mouhamedoun Alansari 02 Zalcha Abdoulaye 03 Attay Ag Abdallah 04 Moussa Ag Acharatoumane 05 Alhassane Ag Ahmed Moussa 06 Moharned Ag Ali Matta Hel 07 Badjan Ag Hamatou O8 Assarid Ag Imbarkaouane 09 Mohamed Ag Intalla 10 Abdoul Madjid Dit Nasser Ag Mohamed Ansary 11 Mohamed Ousmane Ag Mohamedoune 12 Akli Ikan Ag Souleymane 13 Amadou Aly 14 Diadje Ba 15 Seydou Badini 16 Hadji Barry 17 Haley Cisse 18 M’Bouye Cisse 19 Nana Aicha Cissé 20 Alassane Amadou Cisse 21 Boubacar Amadou Coulibaly 22 Niamey Soumare Coulibaly 23 Gabriel Coulibaly 24 Youssouf z Coulibaly 25 Nouhoum Dabitao 26 Abdoul Karim Daou 27 Souleymane De 28 Mamadou Sory Dembele 29 Ladji Dembele 30 Fatoumata Dembele 31 Aliou Dembele 32 Souleymane Dembele 33 Sory Kaba Diakite 34 Saran Keita Diakite 35 Amadou Diallo 36 Boubacar N Diallo 37 Hawa Macalou 38 Adama Diarra 39 Djénébou Diarra 40 Oumarou Diarra 41 Racky Talla Diarra | 42 Marimanthia Diarra 43 KassoUM Moussa Diarra 44 Aminata Diarra 45 Djibril Diapra 46 Mohamed Lamine Diarra 47 Oumar Z Diarra 48 Adama Ben Diarra 49 Kadidiatou Diarra Barry 50 Mariam Diarra Savane 51 Mamadou Diarrassouba 52 Ramata Diaouré 53 Malick Diaw 54 Seynabou Diawara 55 Hatouma Gakou Djikine 56 Issa Kaou Djim 57 Dina Dolo 58 Salif Doumbia 59 Sambou Diadiè Fofana 60 Amina Fatima Ibrahima Fofana 61 Aboubacar Sidick Fomba 62 Adama Fomba 63 Abdoulaye Gakou 64 Mamadou Hawa Gassama 65 Hamadoun Amion Guindo 66 Kadidatou Haidara 67 Minkoro Kane 68 Amadou Keita 69 Bilal Keita 70 Kassim Keita 71 Salif Keita 72 Moulaye Keita 73 Fatoumata Namory Keita 74 Modibo Keita 75 Dramane Monzon Konare 76 Magma Gabriel Konare 77 Aboubacar Sidki Kone 78 Mariam Koné 79 Dramane Alou Kone 80 Aly Kone | 81 Mama Konfourou 82 Ousmane Kornio 83 Abdine Koumare 84 Hameye Founé Mahalmadane 85 Amadou Maiga 86 Moctar Mariko 87 Badra Aliou Nanacasse 88 Karamoko Niare 89 Adama Niare 90 Fousseynou Ouattara 91 Mohamed Ould Sidi Mohamed 92 Abrahamane Ould Youba 93 Moustapha Sangare 94 Kadidia Sangare 95 Aminata Sangare 96 Tenin Kadidia Sanogo 97 Oumou Sanogo 98 Sitan Santara Mare 99 Nouhoum Sarr 100 Housseyni Saye 101 Boubacar Sibide 102 Mohamed Sibide 103 Hassane Sibide 104 Fatoumata Cisse Sibide 105 Fatoumata dite Tenin Simpara 106 Sidi Soumaoro 107 Boubacar Sow 108 Haoua dite Nani Sy 109 Issaka Tembely 110 Kousse Thera 111 Lassine Tounkara 112 Aliou Tounkara 113 Fatoumata Aliou Touré 114 Younoussa Touré 115 Massaran Touré 116 Hamadoun Diadiè Touré 117 Mamadou Touré 118 Hamidou Traoré 119 Habibatou Nagnouma Traore 120 Sékou Traore 121 Aicha Wafi |